# Walla walla
|  | Per a altres significats, vegeu «Walla Walla». |

Els walla walla (/ˌwɒləˈwɒlə/) són una tribu d'amerindis dels Estats Units que parla va una llengua shahaptiana membre de la cultura del Nord-oest del Pacífic. La duplicació del seu nom expressa forma diminutiva. El nom Walla Walla és traduït de moltes maneres però l'ús més acceptat és "moltes aigües."
Molts walla walla formen part de la tribu reconeguda federalment de les Tribus Confederades de la Reserva índia Umatilla i viuen a la reserva índia Umatilla, llevat alguns que formen part de les Tribus i Bandes Confederades de la Nació Yakama a Washington. Els walla walla comparteixen terres i estructura governamental amb cayuses i umatilla com a part de la Confederació. La reserva es troba a l'àrea de Pendleton (Oregon), Estats Units, vora les Blue Mountains. Antigament vivien als marges del riu Wallawalla i als més propers del Columbia, entre els actuals estats de Washington i Oregon.
Cap al 1900 havien estat reduïts a 500 individus. El 1960 hi havia 623 a Oregon, que havien augmentat el 1980 a 700, però només 100 parlaven la seva llengua. Segons el cens dels Estats Units del 2000 hi havia 286 individus censats.

## Cultura
Representants de la Cultura de l'Altiplà, antigament s'alimentaven d'aglans, arrels i llavors que recollien, així com de la pesca del salmó i dels animalons de la zona que podien caçar. Els altres trets socials, culturals i religiosos no són gaire diferernts als de les altres tribus shahaptianes de la zona, com els umatilla, nez percés, wasco, yakama i altres. Actualment, endemés, són molt barrejats amb nez percé i cayuses.

## Història
És un poble de parla sahaptin que tradicionalment van habitar l'interior de la regió del riu Columbia a l'actual nord-oest dels Estats Units. Durant segles abans de l'arribada dels colons europeus, els walla walla va ocupar el territori al llarg del riu Walla Walla i en la confluència del riu Snake amb el riu Columbia en un territori que ara és part del nord d'Oregon i del sud-est de l'estat de Washington.
Els walla walla van l'expedició de Lewis i Clark en 1805, durant el seu viatge pel riu Columbia fins a la costa del Pacífic, i el 1806 durant el seu retorn riu amunt. El cap walla walla Yellepit (també s'escriu Yelleppit i Yellepitt) va donar la benvinguda a l'expedicio estatunidenca. El llogaret de Yellepit era al riu Columbia, prop de la desembocadura del riu Walla Walla. Yellepit (Washington) fou anomenada en honor seu.
Lewis i Clark hi van sojornar alguns dies l'abril de 1806 durant el seu viatge de retorn. Intercanviaren regals amb el walla walla i comerciaren menjar. Yellepit va regalar Clark un cavall blanc. El cap va demanar a canvi un calder de coure, però com que els nord-americans ja havien lliurat tots els seus calders Clark va donar Yellepit seva pròpia espasa juntament amb una quantitat de pólvora i bales de mosquet. Lewis i Clark també regalaren Yellepit una medalla de pau gravada amb un retrat del president Thomas Jefferson per portar al voltant del coll, i un petita bandera dels Estats Units.
El següent no natiu en arribar a la regió walla walla fou David Thompson de la Companyia del Nord-oest, qui hi arribà en 1811. Thompson havia posat un pol a la confluència del riu Snake amb el Columbia, a uns cinc quilòmetres riu amunt del llogaret de Yellepit. Thompson adjunta una carta al pol reclamant el territori per a la Corona Britànica i afirmant que la Companyia del Nord-oest tenia la intenció de construir-hi un lloc d'operacions. Seguint riu avall, Thompson es va aturar al poblat de Yellepit i va descobrir les "reivindicacions" dels Estats Units en forma de bandera i medalla de Yellepit
Ni Lewis i Clark ni Thompson tenien gaire poder per reclamar la regió; sinó que aquests actes i fitxes marcaren les activitats de cada país a la regió. El pol de Thompson i la carta eren destinats als comerciants de la Pacific Fur Company, una rival estatunidenca de la Companyia del Nord-oest. Thompson va trobar Yellepit molt amable i intel·ligent i els dos van parlar força. Malgrat la seva amistat amb els americans, Yellepit va animar el pla de Thompson per establir un lloc comercial. Per diverses raons el lloc no es va construir fins a 1818, quan la Companyia del Nord-oest va establir Fort Nez Perces en la boca del riu Walla Walla.
Cap al 1844 foren evangelitzats pels jesuïtes francesos Pierre-Jean de Smet i companyia. Encara que es mostraren al marge de la Guerra Cayuse, el 1855 el seu cap Peo-peo-mox-mox decidí ajudar els yakama contra els EUA i fou assassinat pel colonel J. Kelly, raó per la qual el 1858 donaren suport a la guerra dels Coeur d'Alene.
Després del conflicte, cap al 1850 foren internats en la reserva Umatilla d'Oregon, on es dedicaren a l'agricultura i a la ramaderia.

## Notables walla walla
- Dan Henderson (1970), lluitador olímpic
- James Lavadour (1951), pintor i impressor
- Yellow Bird